# Harishankerbandi, Yelbarga
Harishankerbandi là một làng thuộc tehsil Yelbarga, huyện Koppal, bang Karnataka, Ấn Độ.